# Pont d'Austerlitz
Il Pont d'Austerlitz è un ponte di Parigi che attraversa la Senna.
Esso collega il XII arrondissement, all'altezza dell'avenue Ledru-Rollin, al V e al XIII, all'altezza della place Valhubert, di fronte al Jardin des Plantes. Fu così denominato in onore della vittoria francese sulle truppe della terza coalizione antifrancese, conseguita presso l'omonima località il 2 dicembre 1805.

## Storia

### Il ponte del 1807
Il ponte fu realizzato per collegare il faubourg Saint-Antoine, sulla riva destra della Senna al Jardin des Plantes, sulla riva sinistra. Napoleone Bonaparte, non ancora imperatore ma solo Primo Console, decise nel 1801 di far costruire tre ponti sulla Senna: il ponte di Austerlitz, il pont de la Cité e il pont des Arts. In quello stesso anno l'ingegner Joseph Marie Stanislas Becquey-Beaupré propose un ponte da erigersi tra il 1802 e il 1807. Si trattava di un'opera di cinque archi in ghisa di 32 metri di apertura, poggiante su quattro pilastri e due spallette in muratura.
Tra il 1814 e il 1830 il nome fu cambiato in "pont du Jardin du Roi" per non indisporre i nuovi alleati prussiani e russi. Allorché il ponte aveva ripreso il suo nome originario, la sua ristrutturazione si rese necessaria e fu intrapresa sotto il barone Haussmann.

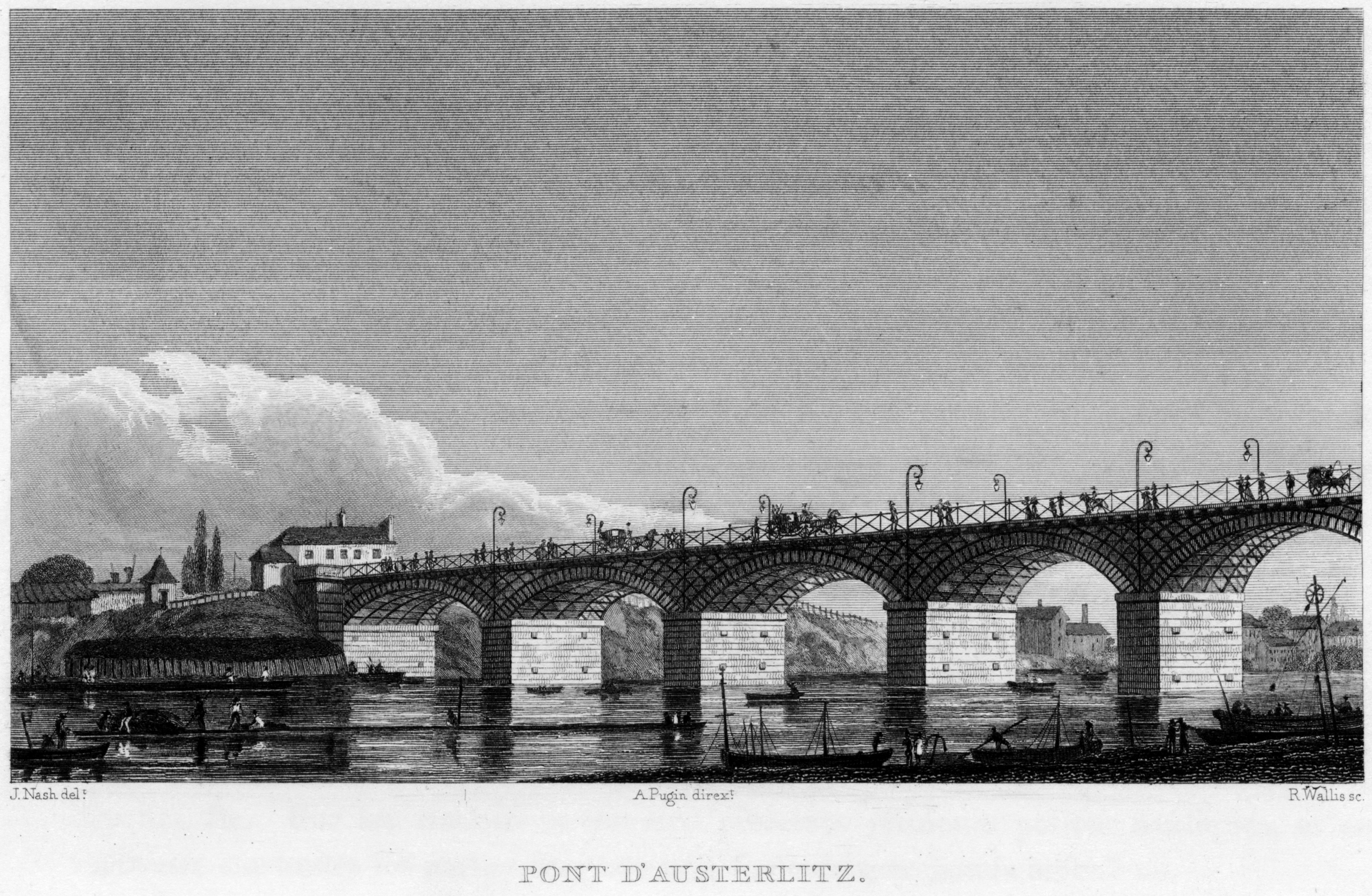
Il ponte nel 1831
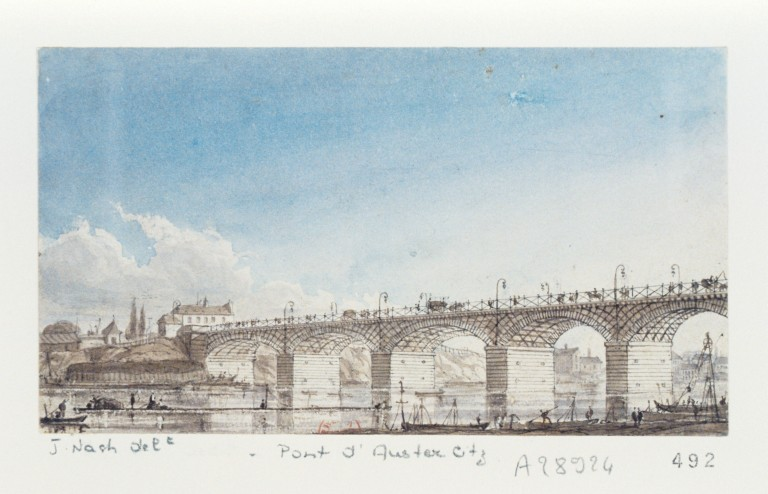
Il ponte nel XIX secolo

### Il ponte del 1855
Nel 1854 il ponte fu ritenuto pericoloso. Venne quindi ricostruito in pietra nel 1855 e decorato con motivi che comprendevano i nomi dei principali ufficiali deceduti nella battaglia da cui prende il nome. La sua larghezza fu portata a 18 metri e nel 1885 a 30.

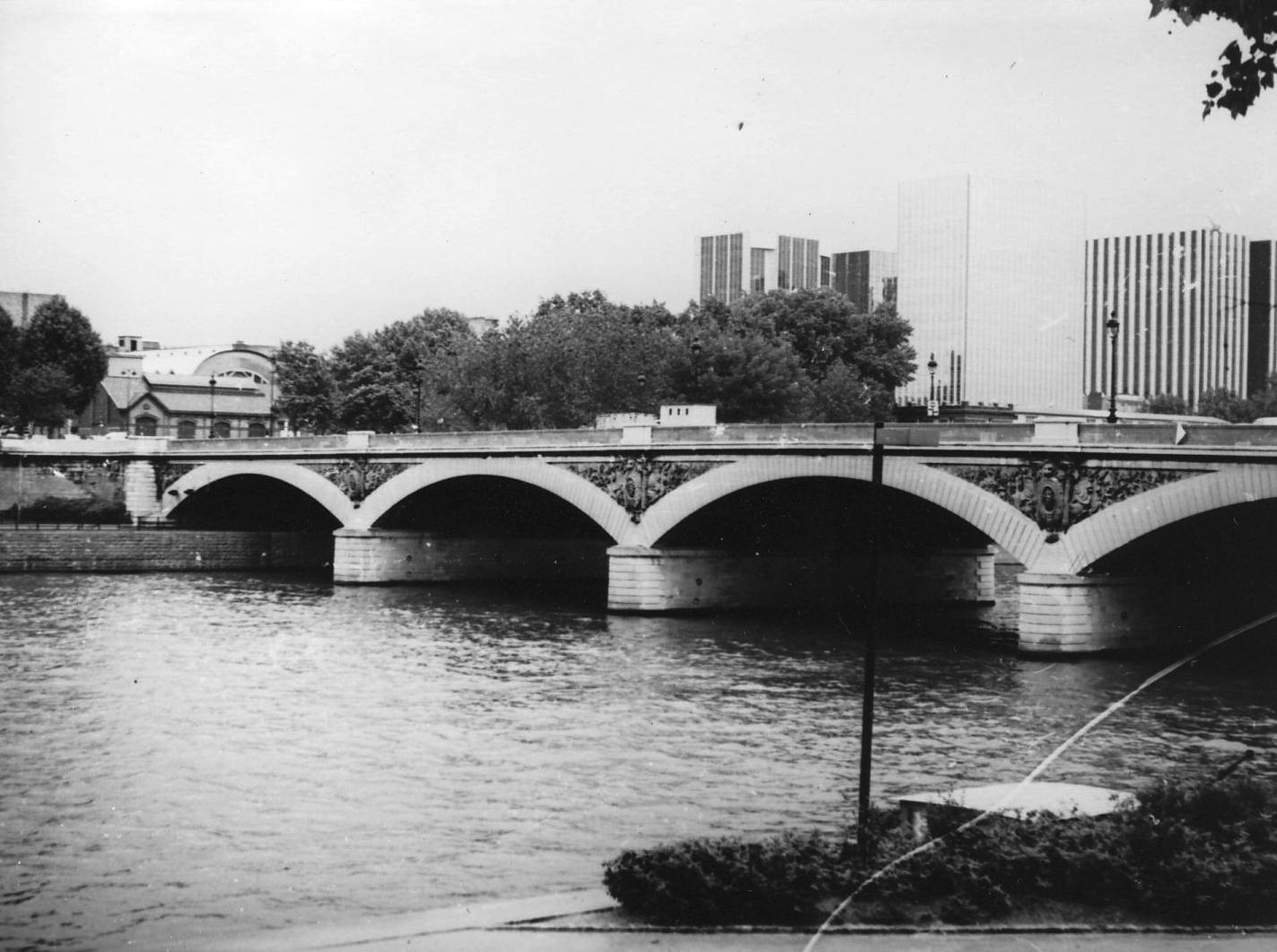
Il ponte nel 1981

## Caratteristiche
- Tipo di costruzione: ponte ad archi
- Costruzione: 
  - 1802-1806 Primo ponte: ponte in ferro, a pedaggio, inaugurato nel 1807. Esso poggia su quattro pilastri in muratura e cinque archi in ghisa. Nonostante i cuscinetti in ferro fuso previsti per assorbire le vibrazioni, queste appaiono dannose.
  - 1854 Secondo ponte. Il ponte viene ricostruito più largo e con arcate in muratura, mantenendo gli stessi pilastri del precedente.
  - 1884-1885 Terzo ponte. Esso viene allargato una seconda volta: è sotto questo aspetto che lo vediamo oggi.
- Inaugurazioni: 1807, 1854 e 1885
- Architetti: 
  - Joseph Marie Stanislas Becquey-Beaupré e Corneille Lamandé (1806)
  - Alexandre Michal, Jules Savarin (1854)
  - Jean-Marie-Georges Choquet (1885)
- Materiali: Ferro + pilastri in muratura (1806) poi tutta muratura (a partire dal 1854)
- Lunghezza totale: 173,80 m
- Larghezza della trave: 18 m (1854), 30,60 m (1885)
- Larghezza utile: 12,75 m nel 1806, 18 m nel 1854, 30 m nel 1885 (carreggiata di 20 m, due marciapiedi di 5 m)
- Particolarità: inizialmente sui timpani, delle N imperiali coronate di rami d'alloro sono poi state rimpiazzate da leoni.

## Galleria d'immagini

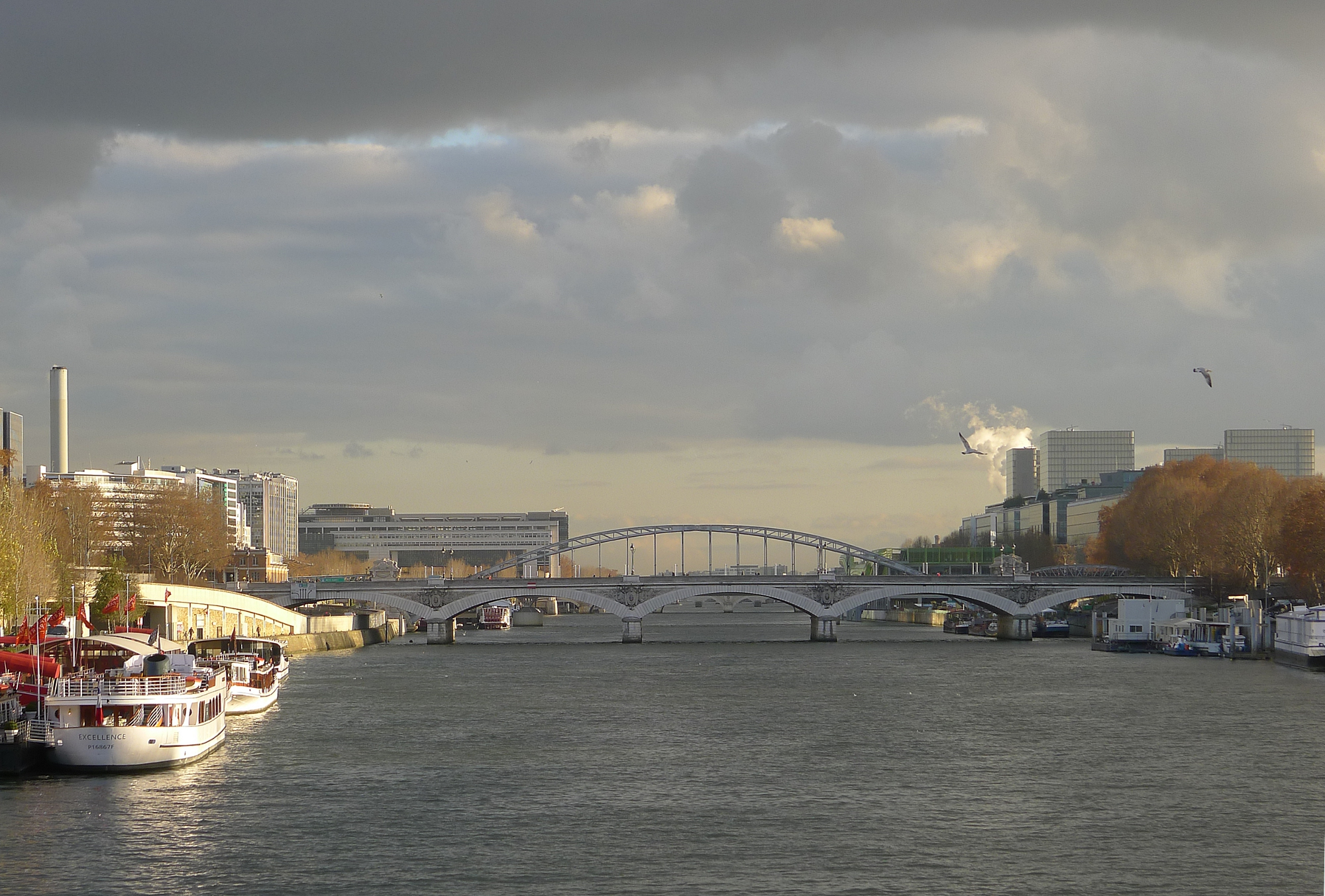
Il ponte visto dal punto dell'île Saint-Louis, tra i porti Henri-IV, a sinistra, e Saint-Bernard, a destra
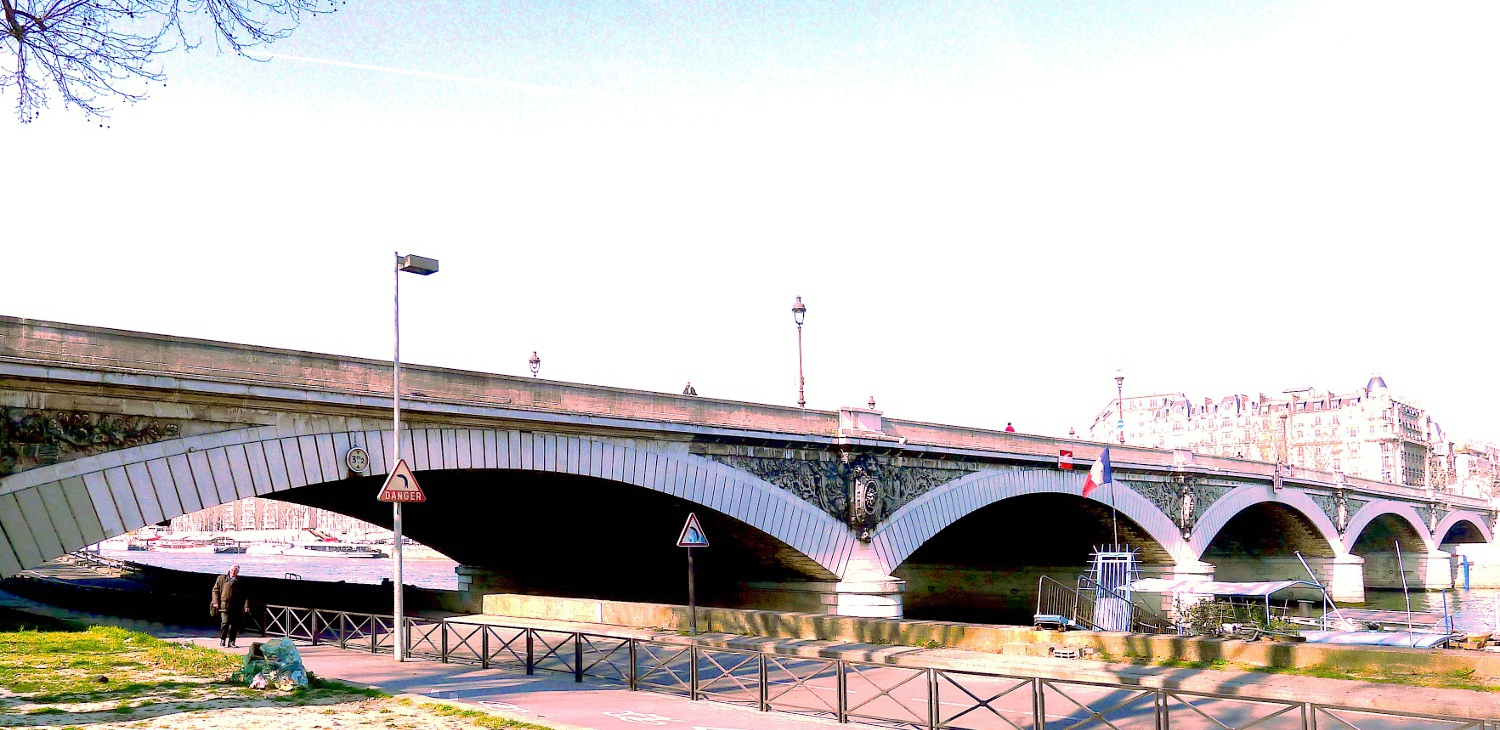
Il ponte visto da monte
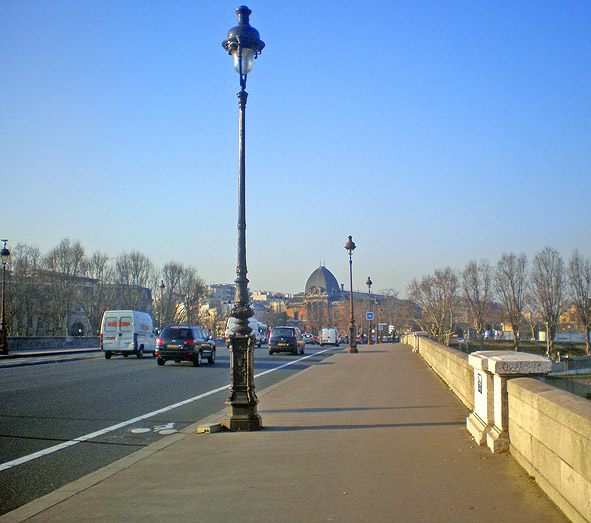
Sul ponte d'Austerlitz
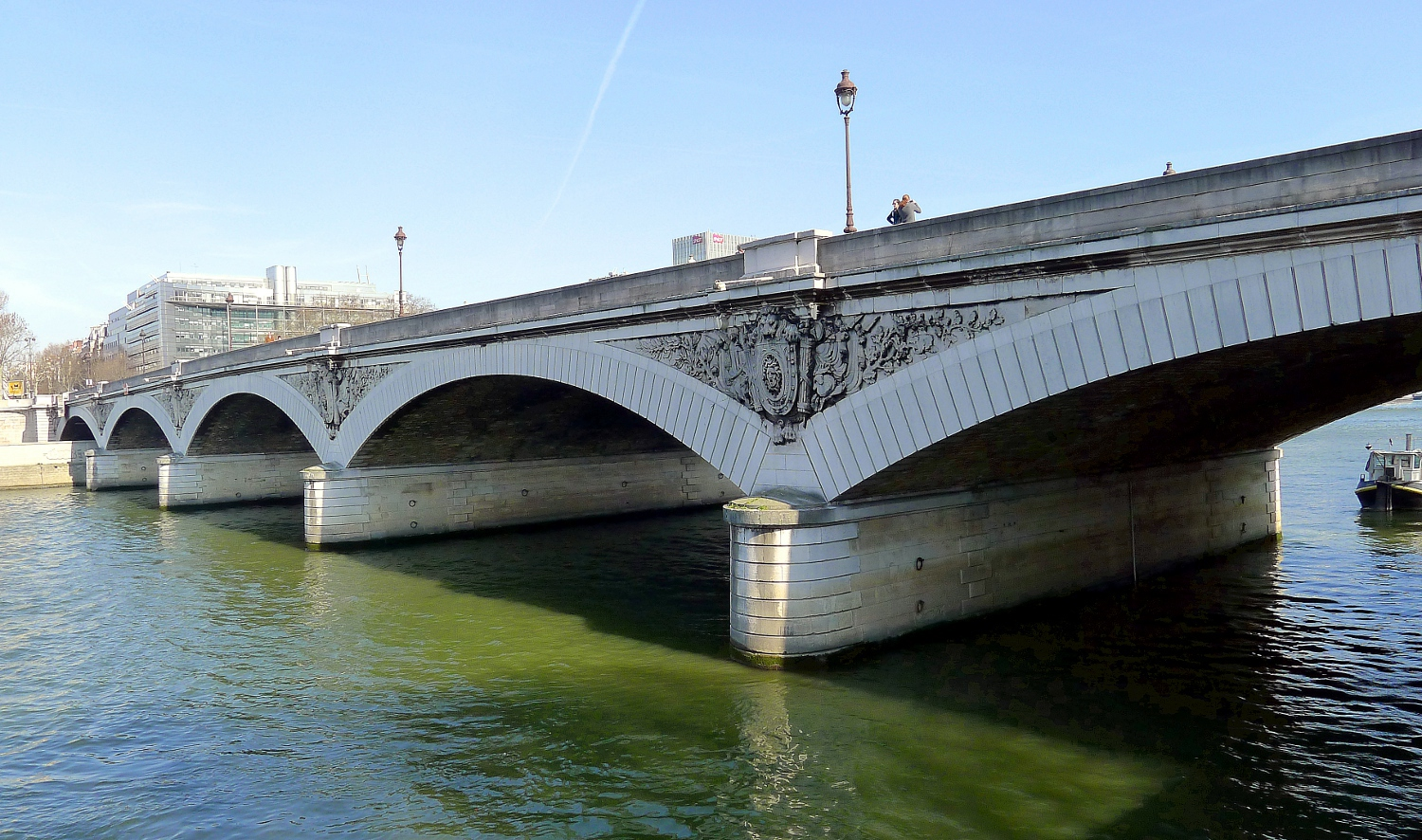
Il ponte visto da valle

## Scala idrometrica
Dopo l'installazione della scala idrometrica del Pont de la Tournelle e quella del Pont Royal, quella installata sul ponte di Austerlitz nel 1868 è diventata il riferimento utilizzato dal servizio idrometrico di Parigi nel 1873.
Il livello 0 della scala corrisponde ad un'altezza di 25,90 m. Il ritegno normale è a 26,92 m (livello 1,02). La situazione di vigilanza del Centro che annuncia le piene di Parigi è posto a 28,4 m (livello 2,5); quella di allerta inizia dai 29,1 m (livello 3,2); al partire da 29,2 m (livello 3,3), le vie lungo le rive vengono progressivamente bloccate. Il livello di acqua più alta per la navigazione è fissato a 30,19 m (livello 4,49). Con la piena del 1982, l'acqua è salita a 33,04 m (livello 7,14); nel 1955 la Senna è salita a 32,08 m (livello 6,18); durante la piena del 1910 il livello della Senna raggiunse i 34,57 m (livello 8,67). Si è stabilito che la piena più forte, avvenuta nel 1658, aveva raggiunto i 34,86 m (livello 8,96). Nel giugno del 2016 il livello della Senna ha superato di poco i 32 m.

## Le ponte nell'arte
(Georges Duhamel, Vie et aventures de Salavin (Confession de minuit).)

## Trasporti
Il ponte di Austerlitz è servito dalle linee 5 e 10 del Metrò con la stazione di Austerlitz, dalla RER C con la stazione ferroviaria Austerlitz, dalle autolinee della RATP 24, 57, 61, 63, 89 e 91 e dalla navetta fluviale Voguéo.